# Moździerz Stokesa

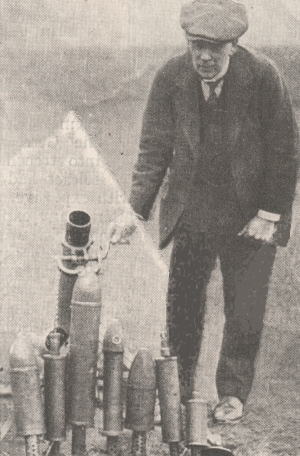
Wilfred Stokes ze swoim moździerzem i kolekcją pocisków

Moździerz Stokesa (ang. Stokes mortar) – brytyjski lekki moździerz z czasów I wojny światowej, prekursor wszystkich współczesnych lekkich moździerzy.

## Historia

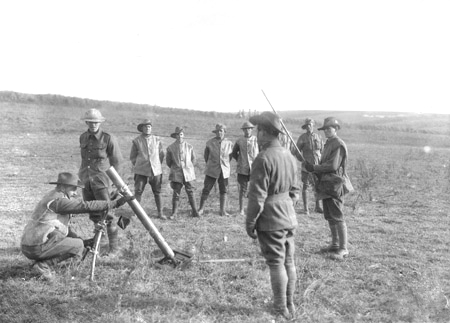
Australijscy żołnierze ćwiczący użycie moździerzy w 1916

Front zachodni I wojny światowej już w 1914 przyjął formę wojny pozycyjnej. Dotychczasowa artyleria polowa okazała się mało skuteczna, potrzebne były działa zdolne do wrzucenia granatu ogniem stromotorowym do okopu. Piechota potrzebowała też broni wsparcia, zdolnej do niszczenia zasieków i gniazd karabinów maszynowych, wystarczająco lekkiej, by można ją było przenieść podczas natarcia – regularna artyleria, nawet jeśli zniszczyła umocnienia przeciwnika, potrzebowała czasu na przebazowanie się za nacierającymi oddziałami. W efekcie wiele ofensyw zostało zatrzymanych, gdy oddziały wyszły spod „parasola” własnej artylerii, a nieostrzeliwany przeciwnik stworzył drugą linię obrony.
Armia niemiecka była przygotowana i posiadała 7,58 cm Minenwerfer, który był dostatecznie lekki, by piechota mogła go ciągnąć własnymi siłami. Armia brytyjska nie posiadała podobnej broni; jej moździerze 3,7 cala, ze względu na krótki zasięg i inne wady były uważane za „większe zagrożenie dla oddziałów własnych niż dla wroga”. Niewiele pomogło wypożyczenie od Francuzów XIX-wiecznych moździerzy Coehoorna, konstrukcyjnie pochodzących z XVII wieku.
Wilfred Stokes, nie mając doświadczenia w konstrukcji broni, postanowił nie przejmować się założeniami, które artylerzyści uważali za oczywiste, lecz zbudować broń, której naczelną zasadą miała być lekkość i prostota konstrukcji. Paradoksalnie był to główny powód odrzucenia jego pierwszych projektów przez Ministerstwo Wojny (skądinąd były faktycznie niedopracowane i zawodne). W 1915 kapitan Sutton poszukujący broni wsparcia dla oddziałów walczących na Gallipoli zaaranżował spotkanie Stokesa z Davidem Lloydem George’em i Winstonem Churchillem, na których poprawiona broń zrobiła wystarczające wrażenie, by zgodzili się na produkcję, pod warunkiem zlikwidowania wciąż występujących wad.

## Konstrukcja
Prototypowy moździerz Stokesa składał się z niegwintowanej lufy, wspartej na dwóch cienkich nóżkach. Okazał się zawodny, więc konstruktor wzmocnił nogi, dodając do nich mechanizm umożliwiający zmianę kąta podniesienia, a do dna lufy dodał płytę oporową, przenoszącą siłę odrzutu na grunt (broń nie miała oporopowrotnika). Po wielu próbach wypracował też właściwy pocisk: była to prosta rura, zamknięta z obu stron, wypełniona amatolem (trzykrotnie większą ilością niż granat armaty 18-funtowej); zapalnik był przekonstruowaną wersją zapalnika ręcznego granatu Millsa. Materiał miotający zamknięty był w łusce od strzelby kalibru 12, przymocowanej z tyłu pocisku i lecącej razem z nim (broń nie wymagała więc zamka, otwieranego, by usunąć łuskę, a ładowana była odprzodowo). Łuska była perforowana po bokach, co zapewniało równomierne ciśnienie w lufie i nie powodowało osadzania się sadzy na iglicy umieszczonej na dnie lufy.
Pociski Stokesa miały mały zasięg i cechowały się znacznym rozrzutem. Konstruktor planował, że będą stabilizowane brzechwowo, ale sprzeciwiło się temu War Office. Celność poprawiono dbając o staranne wykonanie. Kwestię zasięgu rozwiązał kapitan H. Newton, sugerując dodanie w miarę potrzeby dodatkowego ładunku prochowego w woreczku w kształcie pierścienia dookoła łuski z prochem, co pozwoliło na osiągnięcie 700 jardów. Zastąpienie pierwotnie używanego przez Stokesa balistytu kordytem też pozwoliło zwiększyć zasięg do 800 jardów za cenę silnego błysku z lufy, demaskującego pozycję.
Moździerz Stokesa określany był mianem 3-calowego (76 mm) i taki kaliber podaje większość źródeł. W rzeczywistości kaliber moździerza wynosił 81 mm (3,2 cala).
Pod koniec wojny zaczęto eksperymentować z granatami z francuskiego pneumatycznego moździerza Brandta, które miały obły, aerodynamiczny, kształt i (zgodnie z pierwotnym pomysłem Stokesa) brzechwy stabilizujące (dopracowano je jednak już po wojnie). Takie pociski dawały zasięg nawet 2000 jardów. Edgar Brandt ulepszył brytyjską konstrukcję, tworząc francuski model 1927, systemu „Stokesa-Brandta”, którego bezpośrednie pochodne są w użyciu do dziś w większości armii świata.

## Użycie bojowe
Pierwsze moździerze Stokesa trafiły na front w 1916 i mimo pierwotnej zawodności (wczesne modele były wrażliwe na uszkodzenia dwójnogów, jeśli źle je rozstawiono), szybko okazały się skuteczne i proste w obsłudze. Ulepszone wersje, z dobrze wyszkolonymi załogami, zachwycały szybkostrzelnością, będąc w stanie wystrzelić nawet 30 granatów na minutę. Dla właściwej celności moździerze te wymagały wkopania płyty oporowej pod odpowiednim kątem.
W 1917 wykazały się dużą skutecznością w zwalczaniu gniazd karabinów maszynowych, rewolucjonizując taktykę piechoty, która posiadała trzycalowe działo wsparcia, które trzech żołnierzy mogło wziąć na plecy i ponieść w ślad za nacierającymi oddziałami. Do końca wojny 11 tysięcy wprowadzonych do służby moździerzy wystrzeliło 20 milionów bomb. Ich siła niszcząca była porównywalna z granatem armaty 18-funtowej, ale celność armaty szacowano na 5%, podczas gdy „stokesy” osiągały nawet 70%. Biorąc pod uwagę, że granat moździerzowy kosztował 2£, a armatni – 6£, moździerze Stokesa były niebywale ekonomiczne i skuteczne.
Zbudowano też wersję 4-calową (102 mm), używaną między innymi do wystrzeliwania pocisków zapalających i gazowych. Wprowadzona do akcji pod Loos w 1915 broń wystrzeliwała bombę o trzykrotnie większym niż wersja 3-calowa ładunku użytecznym.
Podstawowa wersja 3-calowa (81 mm) pozostała na wyposażeniu armii brytyjskiej do wczesnych lat 30., kiedy to zastąpiono ją moździerzem Ordnance ML 3 in.

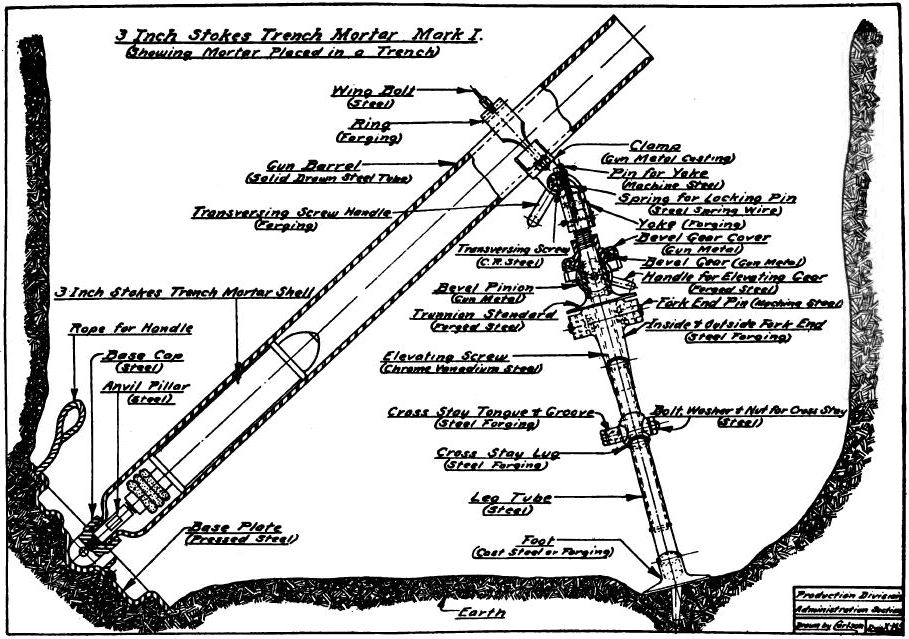
Budowa i prawidłowe umieszczenie moździerza w okopie
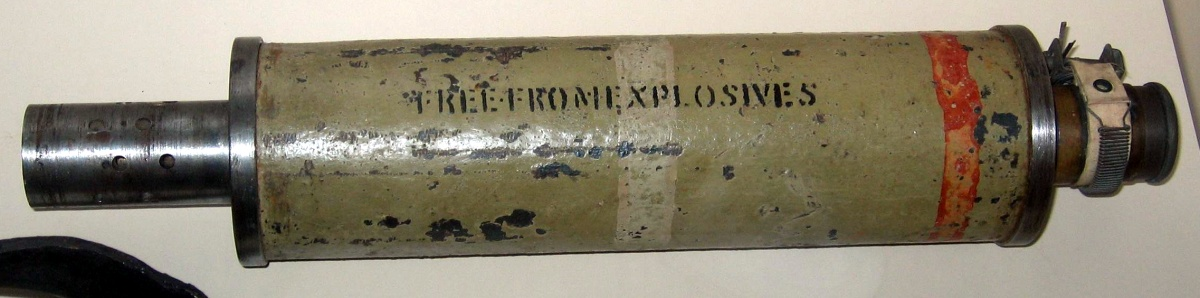
Typowy pocisk burzący
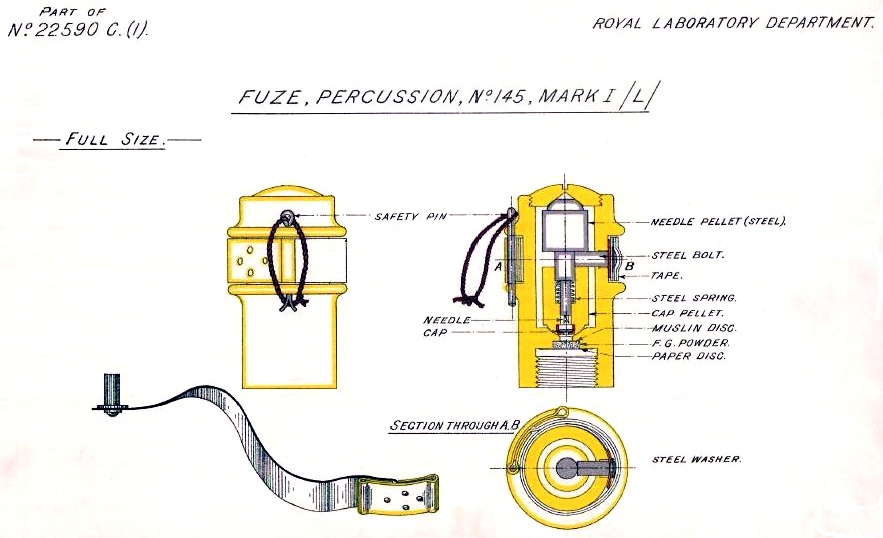
Przekrój zapalnika wz. 145
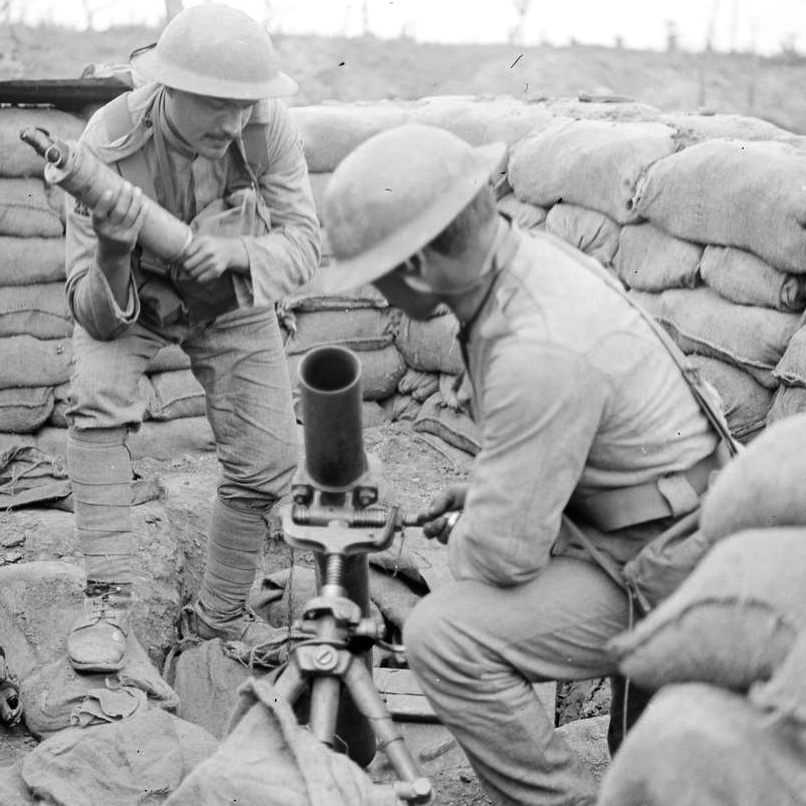
Portugalscy piechurzy obsługujący moździerz Stokesa podczas I wojny światowej